# 黑諾拉

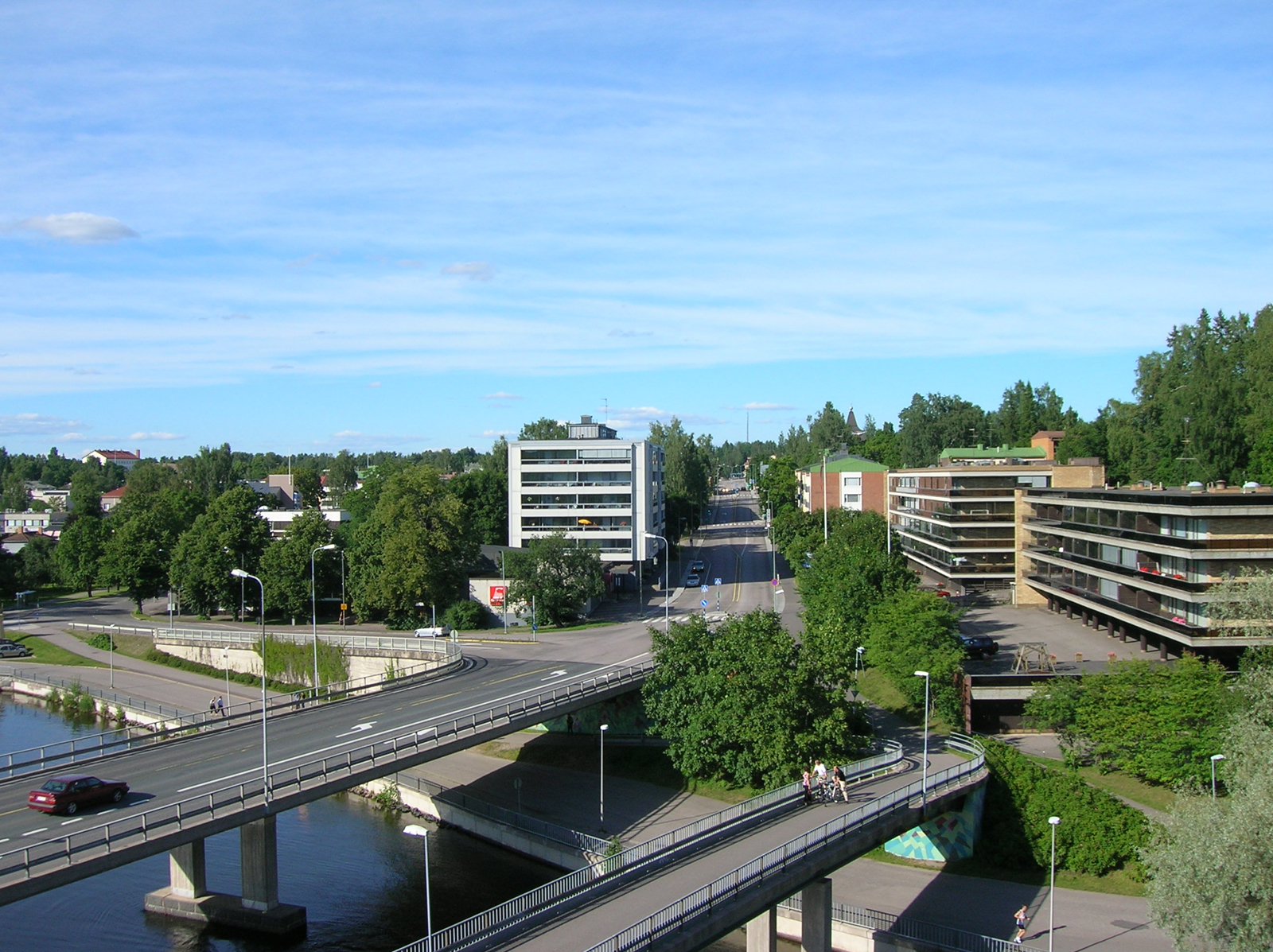

黑諾拉是芬蘭的城鎮，位於該國南部，距離首都赫爾辛基138公里，由派亞特海梅區負責管轄，面積839.29平方公里，2012年人口20,157，其中約98%居民的母語是芬蘭語。

## 外部連結
- Town of Heinola – official website